# Cromemco Z-2

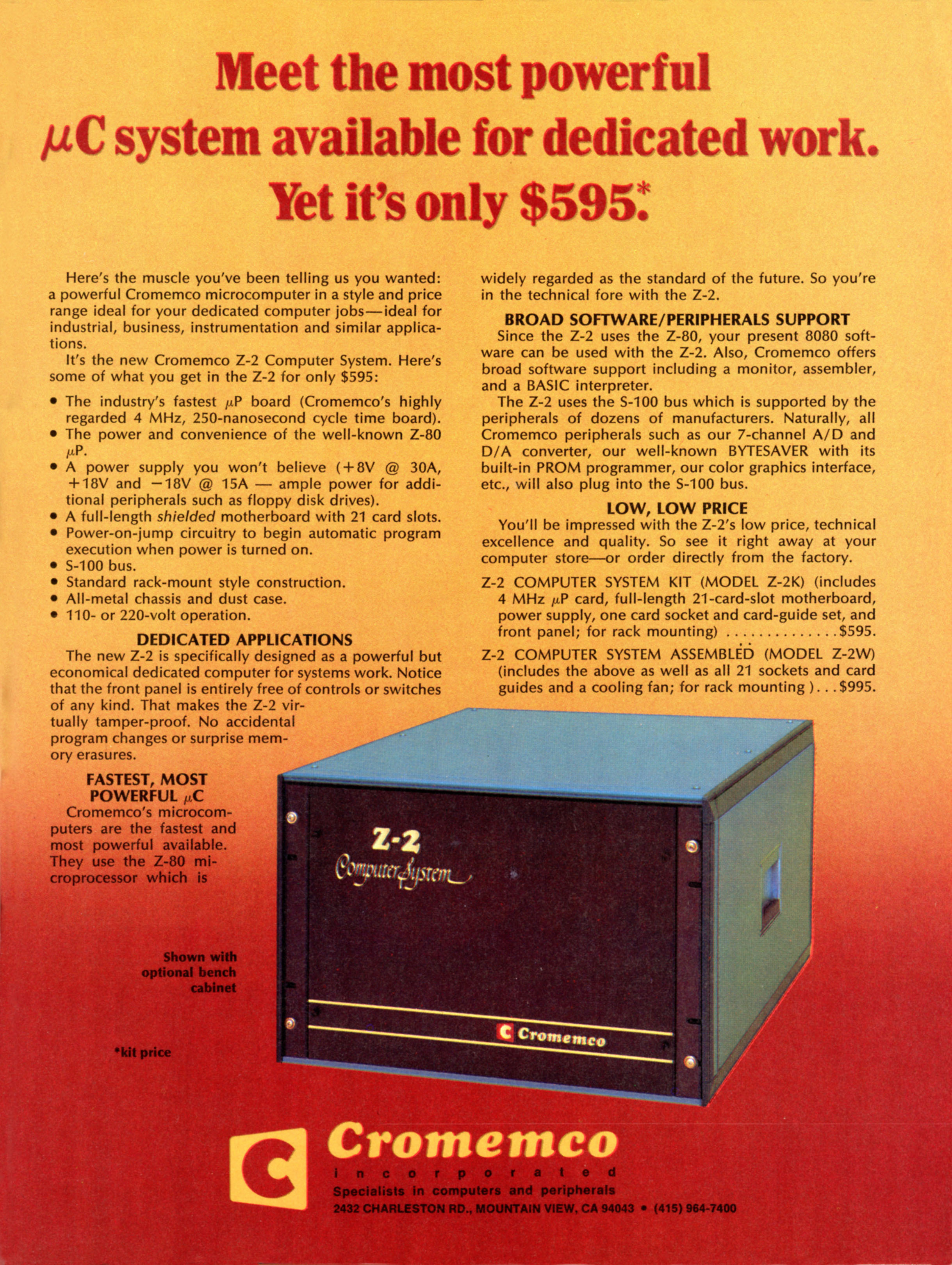
Cromemco Z2の広告 (1977年7月)

Z-2は、1970年代半ばから後半にかけて市場に導入されたクロメンコ (Cromemco, Inc.) 製の一連のマイクロコンピュータである。これらはZilog Z80プロセッサを搭載したS-100バスマシンであり、通常はCP/Mオペレーティングシステム上で動作する。 
もともとは商業市場とコンピュータ愛好家市場の両方に対応するために、組み立て済みまたはキットの形で販売された。その後、マシンは工場で組み立てられた状態でのみ入手可能になった。マシンは、その速度、構成可能性、耐久性、および信頼性によって広くから敬意を集めた。 

## 概要
Z-2は、1977年に導入されたZ80ベースのマイクロコンピュータシステムである。キット形式のZ-2には、ZPU-K Z80 CPUカード、S-100バスマザーボード、総金属ラックマウントシャーシとダストケース、カードソケットとカードガイドがセットが含まれていた。組み立て済み形式には、ソケットとカードガイドの完全なセット、冷却ファンが含まれていた。Z-2シリーズは、最大21枚のS-100ボードに対応しており、クロメンコ社製の任意のボードで構成できた。 
Z-2は、450ワットの大容量電源と重厚な金属製の筐体で、強固な印象を与えた。TU-ART(シリアルとパラレルの2系統のボード)、4FDCフロッピーディスクコントローラ、1枚以上の16KZRAMカード、Wangco 5¼"フロッピーディスクドライブを追加して、基本的なシステムを形成した。 
Z-2の特徴的な機能は、CPUの速度をスイッチで選択できることで、250または500ナノ秒のサイクルタイムが選択可能であった。ZPUの速度は4MHzであるが、一般的には2MHz以下であり、他のメーカーのボードではもっと遅い速度が必要になる場合があった。Z-2に搭載されたZPUカードは、最大64キロバイト (65,536バイト) のRAMをアドレス指定できた。しかし、16KZのメモリカードは64キロバイトずつ8バンクのバンク切り替えに対応していた。16KZを使用する場合、Z-2の最大RAMはS-100スロットの空き容量によって制限されていた。16KZカードで16スロットを使用した場合、各64キロバイト×4バンク、合計256キロバイト(262,144バイト)のRAMが使用可能となった。 
周辺機器、ディスクドライブ、I/Oインタフェースを制御するカード用には、さらにS-100スロットが必要であった。プロセッサとの通信は、通常、TU-ARTまたはその他のS-100バス互換のインターフェースカードを介して、CRTターミナルまたはテレタイプで行われた。 

## Cromemco Z-2D
Cromemco Z-2Dコンピュータは、Z80ベースのマイクロコンピュータシステムで、Z-2とは異なり、Z-2シャーシに1台または2台のWangco 5¼"ディスクドライブ、ディスク電源、4FDCディスクコントローラを備えていた。Z-2Dは組み立て式とキット式があった。Z-2Dは「システム2」とも呼ばれていた。 

## Cromemco Z-2H

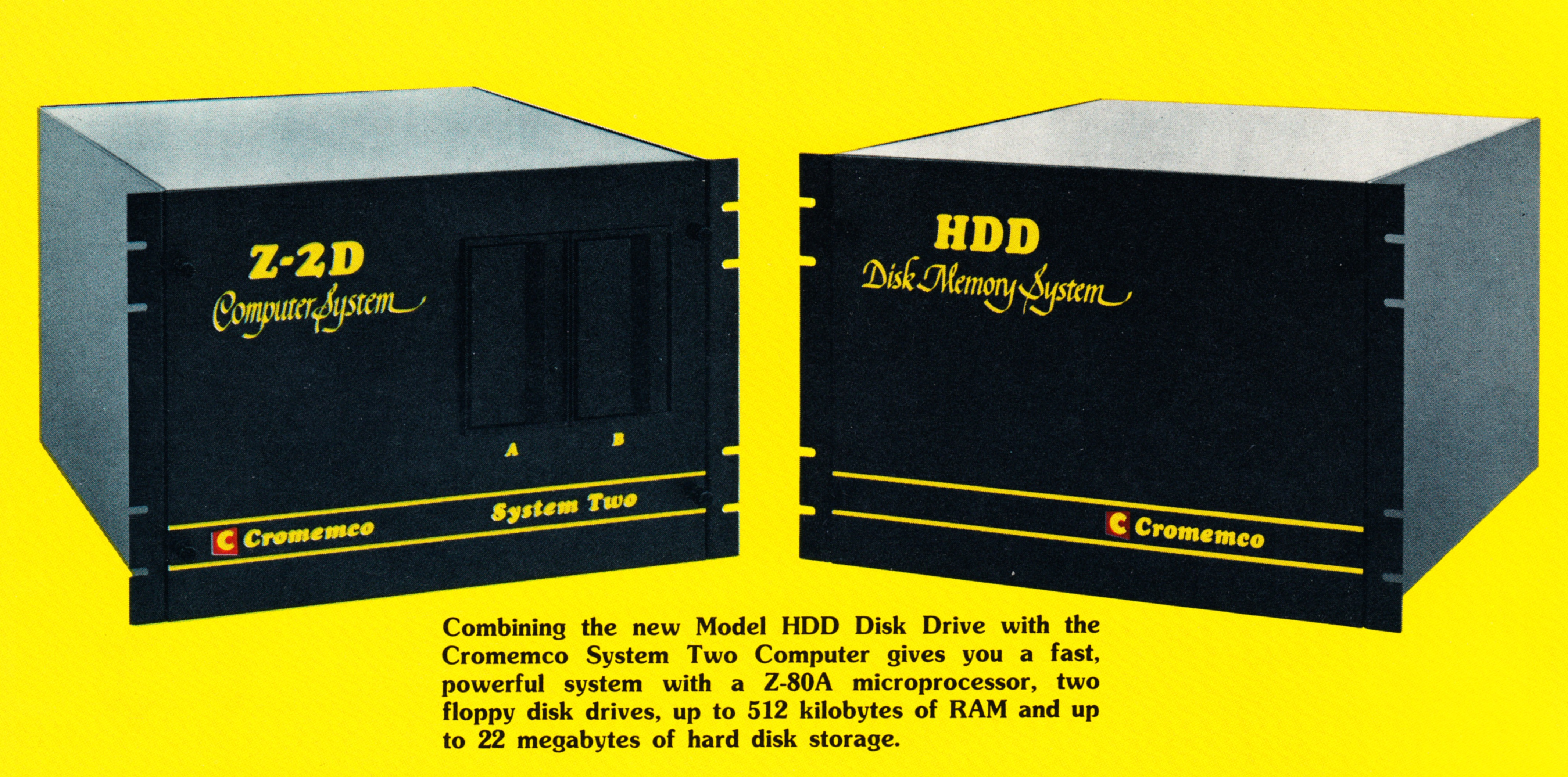
最大22メガバイトのストレージを提供するオプションのHDDハードディスクドライブを搭載したCromemco Z-2Dコンピュータ (1980年)

Cromemco Z-2HコンピュータはZ-2Dをベースに、さらに11メガバイトの内蔵ハードディスクを搭載していた。Z-2とZ-2Dには21個のS-100スロットがあったのに対し、Z-2Hでは内蔵ハードディスクのサイズのために12個の拡張スロットに制限されていた。Z-2Hは発売から半年間で1000台以上が販売された。11メガバイトのハードディスクは、Z-2Dコンピュータと組み合わせて使用できるHDDとしても提供された。HDDには1台または2台のハードディスクが付属しており、最大22メガバイトのストレージを搭載することができた。 
| 製品名 | 発売年 | S-100スロット数 | 内蔵フロッピーディスク | 内蔵ハードディスク |
| ------ | ------ | --------------- | ---------------------- | ------------------ |
| Z-2    | 1977   | 21              | n/a                    | n/a                |
| Z-2D   | 1978   | 21              | 2 x 5インチ            | n/a                |
| Z-2H   | 1979   | 12              | 2 x 5インチ            | 11メガバイト       |

## 著名な導入事例
シカゴ・マーカンタイル取引所 (CME) は、CMEトレーディング・フロアのバックボーンとしてCromemco Z-2マイクロコンピュータを選択し、合計60台のZ-2システムを採用した。10年間、CMEのすべての取引はこれらのクロメンコシステムで処理された。1992年、クロメンコシステムはIBM PS/2コンピュータに置き換えられた。 

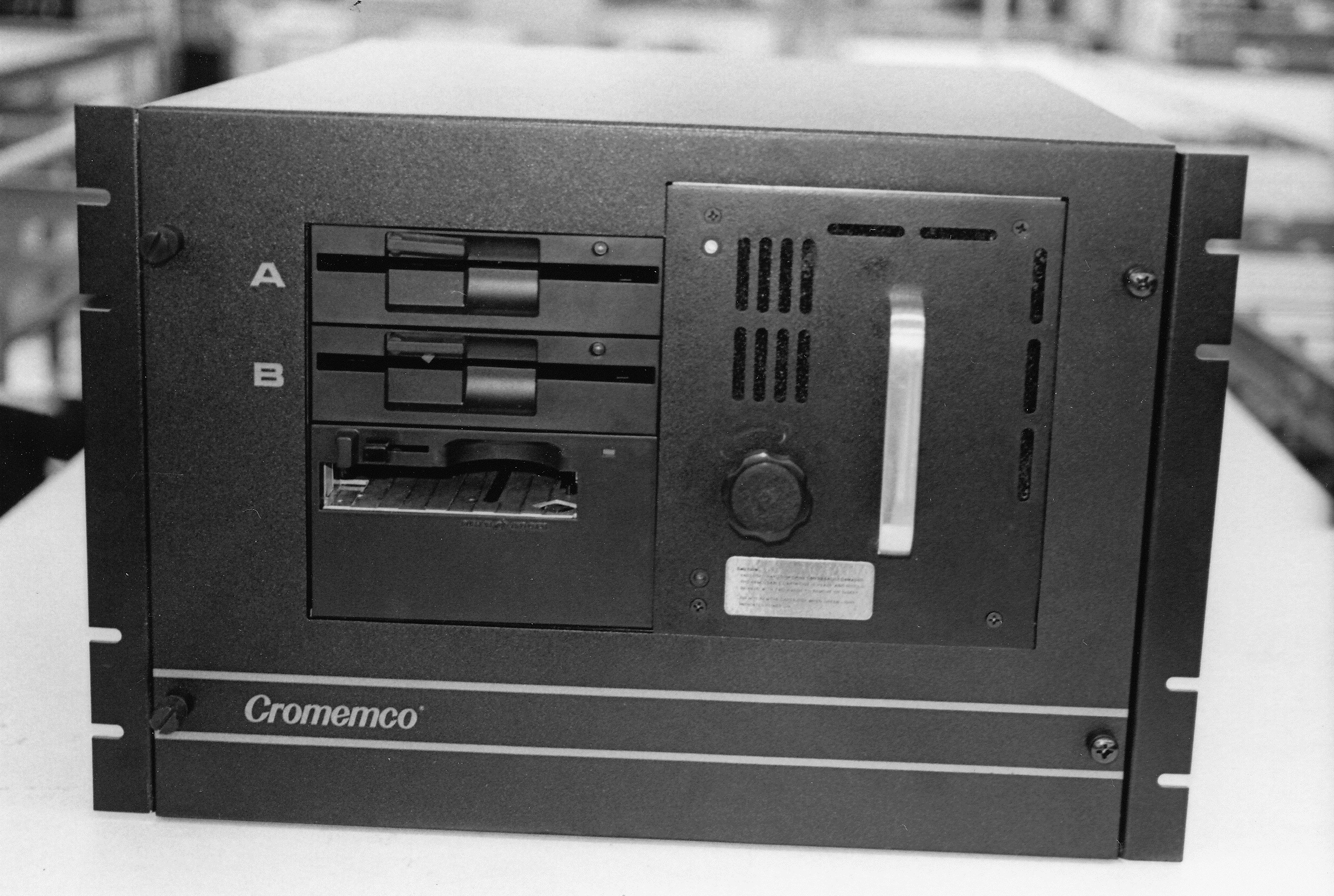
リムーバブルハードディスクを備えたCromemco Z-2システムは、アメリカ空軍によって世界中に配備された(1986)。

Z-2コンピュータは、データ収集や解析用途に適していた。1つの例は、実際の運転中のサンフランシスコ・ベイエリア高速鉄道 (BART) システムでブレーキ時における列車の減速度のプロファイリングである。Cromemco Z-2Dコンピュータは、データ収集と解析の両方に使用され、さまざまな軌道条件と列車の積載量の下でのブレーキプロファイルの正確なモデルを開発した。 
1979年、アメリカ海軍 (応用物理学研究所) は、戦闘指揮センターのイージス戦闘システム用の音声出力を生成するために、Cromemco Z-2コンピュータを使用した。 

米国空軍は、F-15、F-16、F-111航空機のミッションサポートシステムとして、1985年から1996年まで600台のクロメンコシステムを配備した。この間、第一次湾岸戦争中の任務を含め、これらの航空機のすべての戦闘任務の計画にクロメンコシステムが使用された。これらのシステムはCromemco Z-2コンピュータをベースにしていたが、Motorola 68020 32ビットプロセッサを使用し、すべての飛行計画情報を物理的に保護することができる空軍のニーズを満たすために、カスタムのリムーバブルハードドライブを備えていた。クロメンコはこの技術で特許を取得した。 